# 対称行列
線型代数学における対称行列（たいしょうぎょうれつ、英: symmetric matrix）は、自身の転置行列と一致するような正方行列を言う。記号で書けば、行列 A は
{\displaystyle A=A^{\top }}
を満たすとき対称であるという。任意の正方行列は対称行列と相似である。
定義により、対称行列の成分は主対角線に関して対称である。即ち、成分に関して行列 A = [ai j] は任意の添字 i j に関して ai j = aj i を満たす。例えば、次の 3 次正方行列
{\displaystyle {\begin{bmatrix}1&7&3\\7&4&-5\\3&-5&6\end{bmatrix}}}
は対称である。任意の正方対角行列は、その非対角成分が 0 であるから、対称である。同様に、歪対称行列（tA = −A なる行列）の各対角成分は、自身と符号を変えたものと等しいから、すべて 0 でなければならない。
実対称行列が実内積空間上の適当な正規直交基底に対して定める線形作用素は対称作用素（自己随伴作用素）である。複素内積空間の場合に対応する概念は、複素数を成分に持つエルミート行列（自身の共役転置行列と一致するような複素行列）である。故に、複素数体上の線型代数学においては、対称行列という言葉は行列が実数に成分をとる場合に限って使うことがしばしばある。対称行列は様々な応用の場面に現れ、典型的な数値線型代数ソフトウェアではこれらに特別な便宜をさいている。

## 性質

### 実対称行列の対角化
有限次元のスペクトル定理によれば、任意の実対称行列は直交行列によって対角化可能である。更に、実正方行列 A が対称であるのは
{\displaystyle D=Q^{T}AQ}
が実対角行列となる実直交行列 Q が存在するとき、かつそのときに限ることが知られている。従って、任意の対称行列は適当な正規直交基底に関する（同値の違いを除いて）対角行列である。言い換えれば、n 次実正方行列 A が対称となる必要十分条件は、A の固有ベクトルの全体が Rn の正規直交基底となることである。
任意の実対称行列は、複素行列と見てエルミートであり、従ってその全ての固有値は実数である（コーシー 1829）。実はこれら固有値は、その行列の対角化（上で述べた D）の成分であり、従って D は A によって（成分を並べる順番を除いて）一意に決定される。本質的に、実行列が対称であるという性質は複素行列がエルミートであるという性質に対応する。

### 複素対称行列のオートン高木分解
複素対称行列Aのジョルダン標準形は一般には対角行列にならず、それゆえAは対角化可能であるとは限らない。しかし複素対称行列はユニタリ行列によって「対角化」される。即ち、複素対称行列 A に対しユニタリ行列 U が存在して UAUT が非負の実対角行列となるようにできる。このことは「オートン高木分解」とも呼ばれ、もとはレオン・オートン (Autonne 1915) と高木貞治 (Takagi 1925) がそれぞれ証明し、その後さまざまな数学者によって異なる証明によって再発見された。
実際、行列 B = A∗ A はエルミートかつ半正定値であり、ユニタリ行列 V によって非負実数を成分とする対角行列 V∗ BV が得られる。従って、C = VTAV は C∗ C = V∗ BV が実行列であるような複素対称行列になる。実対称行列 X, Y を用いて C = X + iY と置けば C∗ C = X2 + Y2 + i(XY − YX) となるから、XY = YX を得る。X と Y が可換ゆえ、実直交行列 W が存在して WXWT, WYWT がともに対角行列となるようにすることができる（同時対角化）。そこで U = WVT （これはユニタリ行列）と置けば、行列 UAUT は複素対角行列になる。U に左から適当な対角かつユニタリな行列を掛けることにより（これは U のユニタリ性を保存する）対角成分を非負実数にすることができる。複素対角行列は {\displaystyle UAU^{\mathrm {T} }=\operatorname {diag} (r_{1}e^{i\theta _{1}},r_{2}e^{i\theta _{2}},\dots ,r_{n}e^{i\theta _{n}})} と表すことができ、適した行列は {\displaystyle D=\operatorname {diag} (e^{-i\theta _{1}/2},e^{-i\theta _{2}/2},\dots ,e^{-i\theta _{n}/2})} で与えられる。明らかに {\displaystyle DUAU^{\mathrm {T} }D=\operatorname {diag} (r_{1},r_{2},\dots ,r_{n})}は求める行列で、よって {\displaystyle U'=DU} と置きなおせばいい。
各対角成分の平方は A∗ A の固有値であり、A の特異値に一致する。

### 行列演算と対称性
二つの対称行列の和と差はやはり対称となるが、積は必ずしもそうではない。対称行列 A, B の積 AB が対称となるのは A と B とが可換 (AB = BA) となるときであり、かつそのときに限る。故に任意の整数 n に対し冪 An は A が対称のとき対称である。A, B が可換な n 次実対称行列ならば A, B 双方の固有ベクトルとなるようなベクトルからなる Rn の基底が存在する。
逆行列 A−1 が存在するとき、それが対称となることと、A が対称であることとは同値である。

### 対称成分
n 次正方行列全体の成す空間を Matn と書くことにする。n 次対称行列は主対角線およびそれよりも上側にある n(n + 1)/2 個のスカラーで決まり、同様に歪対称行列も主対角線よりも上にある  n(n − 1)/2 個のスカラーで決定される。n 次対称行列全体の成す空間 Symn およびn 次歪対称行列全体の成す空間 Skewn に対して Matn = Symn + Skewn および Symn ∩ Skewn = {0} が成り立つから、すなわち直和分解
{\displaystyle {\mbox{Mat}}_{n}={\mbox{Sym}}_{n}\oplus {\mbox{Skew}}_{n}}
が成立する。実際、X ∈ Matn に対して
{\displaystyle X={\frac {1}{2}}(X+X^{\top })+{\frac {1}{2}}(X-X^{\top })}
と書けば、(1/2)(X + XT) ∈ Symn かつ (1/2)(X − XT) ∈ Skewn は一意に定まる。このことは標数が 2 でない任意の体に成分をとる任意の正方行列 X について成立する。

### 自己随伴性
Rn の標準内積を ⟨ , ⟩ と書けば、n 次実正方行列 A が対称となる必要十分条件は行列 A の定める双線型形式が対称であること、つまり
{\displaystyle \langle Ax,y\rangle =\langle x,Ay\rangle \quad (\forall x,y\in \mathbf {R} ^{n})}
が成り立つことである。この条件は基底の取り方とは無関係であるから、行列の対称性は A の定める線型作用素と内積のみによって決まる性質である。この特徴付けは有用で、例えば微分幾何学において可微分多様体の各接空間の内積からくる計量を持つリーマン多様体においても対称性を考えることができる。あるいはヒルベルト空間においても同様の定式化は利用できる。

### その他
- 対称行列に合同な任意の行列はそれ自身対称である。すなわち、X が対称ならば任意の正方行列 A に対して AXAT は対称である。
- 対称行列は正規行列である。

## 対称行列に関連する行列の各種分解
ジョルダン標準形を用いると、任意の実正方行列が二つの実対称行列の積として書けることや任意の複素正方行列が二つの複素対称行列の積に書けることが証明できる。なお、任意のジョルダン標準形に対してそれをジョルダン標準形に持つ複素対称行列が存在する。
任意の実正則行列は、直交行列と対称正定値行列の積として一意に分解することができ、極分解と呼ばれる。特異行列も同様の分解を持つが一意ではない。
コレスキー分解は任意の実正定値対称行列 A が下半三角行列 L とその転置である上半三角行列との積 A = LLT に書けることを述べる。行列が不定符号でも（ピボット成分から生じる）置換行列 P を用いて  PAPT = LTLT なる形に分解することができる（ただし、T は対称三重対角行列である）。
任意の複素対称行列 A は対角化が可能で、さらに言うと固有分解が、ユニタリ行列 Q を用いた簡単な形
{\displaystyle A=Q\Lambda Q^{\top }}
で成立する。ここで A が実行列ならば Q は（A の固有ベクトルを列ベクトルとする）実直交行列で、Λ は（対角線に A の固有値が並ぶ）実対角行列になる。直交性を見るために、x, y がそれぞれ相異なる固有値 λ1, λ2 に属する固有ベクトルとすれば
{\displaystyle \lambda _{1}\langle x,y\rangle =\langle Ax,y\rangle =\langle x,Ay\rangle =\lambda _{2}\langle x,y\rangle }
ゆえに、λ1 ≠ λ2 ならば ⟨x, y⟩ = 0 である。

## 二次形式とヘッセ行列
n 次実対称行列は、例えば実 n 変数の二回連続的微分可能な函数のヘッセ行列として現れる。
Rn 上の任意の二次形式 q は n 次対称行列 A を用いて q(x) = xTAx の形に一意的に表される。上述のスペクトル論から、任意の二次形式は Rn の適当な正規直交基底を選べば、適当な実数 λi に対して
{\displaystyle q(x_{1},\ldots ,x_{n})=\sum _{i=1}^{n}\lambda _{i}x_{i}^{2}}
なる形に書くことができる（ラグランジュ 1759）。これにより二次形式の、あるいは円錐曲線の一般化としての等位集合 {x : q(x) = 1} の研究は大幅に簡素化される。
任意の多変数可微分函数の二階の振舞いは、テイラーの定理の帰結
{\displaystyle f(\mathbf {x} +\Delta \mathbf {x} )\approx f(\mathbf {x} )+J(\mathbf {x} )\Delta \mathbf {x} +{\frac {1}{2}}\Delta \mathbf {x} ^{\mathrm {T} }H(\mathbf {x} )\Delta \mathbf {x} }
として、その函数のヘッセ行列に付随する二次形式によって記述されるから、二次形式のスペクトル論はこの場合においてもそれなりに重要である。

## 対称化可能行列
n 次正方行列 A が対称化可能 (symmetrizable) とは、正則対角行列 D および対称行列 S で A = DS となるものが存在するときに言う。対称化可能行列の転置も対称化可能であることは、(DS)T = D−1(DSD)T からわかる。行列 A = (aij) が対称化可能となる必要十分条件は、以下の条件
- {\displaystyle a_{ij}=0\implies a_{ji}=0\qquad (1\leq \forall i\leq \forall j\leq n)}
- {\displaystyle a_{i_{1}i_{2}}a_{i_{2}i_{3}}\dots a_{i_{k}i_{1}}=a_{i_{2}i_{1}}a_{i_{3}i_{2}}\dots a_{i_{1}i_{k}}\qquad \forall (i_{1},i_{2},\dots ,i_{k})}

を共に満たすことである。

## 注記
1. ↑  Shilov 1974, p. 115.
2. ↑  Horn & Johnson 1985, p. 209, Theorem 4.4.9.
3. ↑  Shilov 1974, p. 154.
4. ↑  Horn & Johnson 1985, p. 107, Corollary 2.5.14(a).
5. ↑  Horn & Johnson 2013, p. 278.
6. ↑  See:
  - Autonne, L. (1915), “Sur les matrices hypohermitiennes et sur les matrices unitaires”, Ann. Univ. Lyon 38:  1–77
  - Takagi, T. (1925), “On an algebraic problem related to an analytic theorem of Carathéodory and Fejér and on an allied theorem of Landau”, Japan. J. Math. 1:  83–93
  - Siegel, Carl Ludwig (1943), “Symplectic Geometry”, Amer. J. Math. 65:  1-86, Lemma 1, page 12
  - Hua, L.-K. (1944), “On the theory of automorphic functions of a matrix variable I–geometric basis”, Amer. J. Math. 66:  470–488
  - Schur, I. (1945), “Ein Satz über quadratische formen mit komplexen koeffizienten”, Amer. J. Math. 67:  472–480
  - Benedetti, R.; Cragnolini, P. (1984), “On simultaneous diagonalization of one Hermitian and one symmetric form”, Linear Algebra Appl. 57:  215–226
7. ↑  Bosch, A. J. (1986). “The factorization of a square matrix into two symmetric matrices”. Amer. Math. Monthly 93 (6):  462–464. doi:10.2307/2323471. JSTOR 2323471.
8. ↑  Golub & Van Loan 2013, p. 186, (4.4.1).
9. ↑  Horn & Johnson 1985, p. 167, Example 4.0.1.
10. ↑  Kac 1990, p. 16.
11. ↑  Kac 1990, p. 41.
12. ↑  Kac 1990, p. 27.